# ヨジェ・バニチ
ヨジェ・バニチ（Jože Banič, 1945年3月10日 - ）は、ユーゴスラヴィア出身のファゴット奏者。
現スロベニアのムルスカ・ソボタ出身。地元の音楽学校でヴァイオリンとクラリネットを学んだが、1961年にリュブリャナに移り、アントン・ルパルの下でファゴットを学んだ。1965年にリュブラヤーナ音楽院に入学し、1970年までスレチコ・コロシャクにファゴットを師事すると共に、音楽院入学した頃からリュブリャナ放送交響楽団(後にスロヴェニア放送交響楽団)に入団して1992年まで首席奏者として在籍し、リュブリャナ放送管楽五重奏団のファゴット奏者も務めた。1971年から1991年までリュブリャナ中等音楽学校で教鞭を取り、1983年から1992年まで母校のリュブリャナ音楽院の助教授を務めた。1972年から1978年までコレギウム・ムジクム・マリボールに参加。1993年から一旦フリーランスとなったが、1995年から2004年までスロヴェニア放送交響楽団の首席奏者に再任された。2005年に引退したが、折に触れてスロヴェニア放送交響楽団と共演している。